# Radis
Radis là một đô thị thuộc huyện Wittenberg, bang Saxony-Anhalt, Đức.